# Cantó de Valon

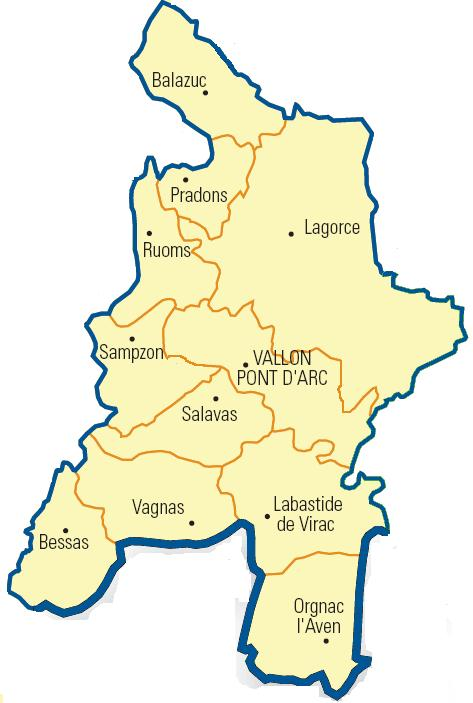
Comunes del cantó

El cantó de Valon és un cantó francès del departament de l'Ardecha, situat al districte de L'Argentièira. Té 7 municipis i el cap és Valon.

## Municipis
- Balazuc
- Bessas
- La Bastida de Virac
- Lagòrça
- Ornhac de l'Avenc
- Pradons
- Ruoms
- Salavas
- Sampzon
- Vagnas
- Valon

## Història
| Data d'elecció                           | Identitat       | Partit                     | Qualitat |
| ---------------------------------------- | --------------- | -------------------------- | -------- |
| 1952-1976                                | Henri Ageron    | SFIO, després PS           |          |
| 1976-1982                                | André Peschier  | PCF                        |          |
| 1982-2001                                | Yves Serre      | PS                         |          |
| 2001-2008                                | Max Divol       | Divers droite, després UMP |          |
| 2008-                                    | Laurent Ughetto | PS                         |          |
| les dades anteriors no són pas conegudes |                 |                            |          |
|                                          |                 |                            |          |

| 1962  | 1968  | 1975  | 1982  | 1990  | 1999  | 2007  |
| ----- | ----- | ----- | ----- | ----- | ----- | ----- |
| 5.040 | 5.518 | 5.766 | 6.202 | 6.590 | 7.333 | 8.497 |